# توده‌های نوروفیبریلار
توده نوروفیبریلار (به انگلیسی: Neurofibrillary Tangles (NFT)) از توده ای پروتئینی به نام تائو(پروتئین تاو) تشکیل شده‌اند. تائو به حفظ سلامت نورون‌های طبیعی کمک می‌کند؛ ولی زمانی که پروتئین‌های تائو به یکدیگر می‌چسبند، با عملکرد نورون تداخل می‌کنند و می‌توانند منجر به مرگ نورون شوند.
توده‌های نوروفیبریلار را به عنوانِ یکی دیگر از ویژگی‌هایِ اصلیِ آلزایمر در نظر می‌گیرند. تائو پروتئینی‌ست که کارش حفظ ساختارِ طبیعیِ نورون‌ها است. در بیماریِ آلزایمر، تائو  فعالیت‌اش زیاد می‌شود، در حدی که از کنترل خارج می‌شود و به جای حفظ ساختارِ‌ طبیعیِ نورون‌ها، آن‌ها را پیچ و تاب می‌دهد و توده‌های نوروفیبریلار تشکیل می‌شوند.
در صورتِ پاسخ‌گوییِ طبیعیِ مغز به هورمونِ انسولین، فعالیتِ زیان‌بارِ پروتئینِ تائو  مهار می‌شود.